# Win Shares
Win Shares（ウィン シェアーズ、WS）とは、野球選手を評価する指標の一つ。
ビル・ジェームズにより考案された、選手の総合的な貢献度を表す指標である。選手がチームの勝ちにどれだけ貢献したかを算出した指標。
単位は勝利数の3倍である。